# Nikolaj Semënovič Golovanov
Nikolaj Semënovič Golovanov (in russo Никола́й Семёнович Голова́нов?; Mosca, 21 gennaio 1891 – Mosca, 28 agosto 1953) è stato un direttore d'orchestra e compositore sovietico, Artista del popolo dell'Unione Sovietica. Era sposato con il soprano Antonina Neždanova.
Ha diretto le esecuzioni in anteprima di una serie di opere, tra cui la Sesta sinfonia di Nikolai Myaskovsky nel maggio 1924.

## Biografia
Golovanov ha ricoperto alcune delle più alte posizioni musicali in URSS, tra cui una duratura collaborazione con l'Opera del Bol'šoj. Nella sua autobiografia Galina Višnevskaja lo definisce il direttore capo del teatro e racconta del suo licenziamento dal Bol'šoj e della sua morte, che lei attribuì all'umiliazione dell'esperienza di perdere questa posizione. È stato detto che il licenziamento di Golovanov fu il risultato della collera di Stalin per il fatto che Golovanov avesse cercato di usare un cantante ebreo, Mark Reizen, nel ruolo dello zar Boris Godunov nella sua registrazione dell'opera di Musorgskij. Golovanov effettivamente registrò l'opera con Reizen nel ruolo di Boris, ma in seguito rifece la parte di Reizen con un altro Boris, Alexander Pirogov.
La produzione su disco di Golovanov è stata sostanziale e abbastanza individuale nell'approccio interpretativo. Nella sua discografia troviamo tutto tranne uno dei poemi sinfonici di Liszt, le sinfonie complete di Skrjabin e il suo Concerto per pianoforte, la Prima e la Sesta sinfonia di Ciajkovskij, nonché opere più brevi, la Prima Sinfonia di Beethoven, il Concerto per violino e il Concerto triplo, Scheherazade di Rimskij-Korsakov e le sue opere Sadko e Vigilia di Natale, Boris Godunov di Mussorgsky e Quadri di un'esposizione, la seconda e terza sinfonia di Rachmaninov, l'opera Aleko e altre composizioni, la quinta, la sesta e la settima sinfonia di Glazunov e composizioni di Grieg, Mozart e altri. Sulla base delle prove delle sue registrazioni, la caratteristica modalità esecutiva di Golovanov era piena di sangue e quasi veemente nei toni, con un potente senso di sonorità quasi sovraccaricato e un'estrema flessibilità in termini di tempo, fraseggio e dinamica.
Oltre alle registrazioni audio di Golovanov, esiste una rappresentazione visiva esistente del suo stile come direttore. Forse durante la seconda guerra mondiale, evidentemente inteso come una carica per il morale, fu prodotto un film su Golovanov che dirigeva un gruppo chiamato Orchestra Sinfonica di Stato dell'URSS in una esecuzione dell'Overture 1812 di Ciajkovskij. Come era la pratica in URSS, l'inno zarista fu sostituito nella colonna sonora con il coro "Gloria, Gloria a te, Russia santa!" da Una vita per lo zar di Glinka. Il film non ha il suono sincronizzato e si occupa principalmente di vari funzionari sovietici, figure militari e sacerdoti ortodossi (!) tra il pubblico. Tuttavia, i brevi segmenti della direzione di Golovanov mostrano uno stile di direzione energico ma fisicamente frugale, apparentemente in contrasto con la natura a volte estrema delle sue interpretazioni.
Golovanov era anche un compositore; le sue opere comprendono l'opera La Principessa Yurata, una sinfonia e altre opere orchestrali, nonché musica corale.